# Шевелев, Владимир Яковлевич
Владимир Яковлевич Шевелев (20 июля 1922, Красноярск, Енисейская губерния — 19 мая 1989, Красноярск) — советский игрок в хоккей с мячом, футболист, нападающий. Тренер. Мастер спорта СССР (1950, хоккей с мячом).

## Биография
Начал играть в 1937 году в детской хоккейной команде «Локомотива» Красноярск. В «Локомотиве» играл в 1939—1941, 1946—1947 годах, в 1947—1952 выступал за красноярский «Трактор».
В футбол на региональном уровне играл за красноярские клубы «Локомотив» (1940, 1941, 1946, 1947 — по июль) и «Трактор» (1947, с июля — 1951).
Играющий тренер (1947/48) и старший тренер хоккейных «Трактора»/«Торпедо» (1952—1957, 1968—1972), старший тренер «Локомотива» (1957/58), «Енисея» (1965—1968, 1972—1974).
В 1950 году окончил школу тренеров при ГЦОЛИФК. Старший тренер футбольных команд «Трактор»/«Торпедо» (Красноярск) (1952—1957, 1969—1971), тренер (1957—1964, по февраль) и старший тренер «Локомотива» (Красноярск) (март 1964 — август 1965).
Как хоккеист финалист Кубка СССР (1950), финалист Кубка РСФСР (1950), обладатель Кубка ЦС «Трактора» (1952).
Как хоккейный тренер привёл «Трактор» к бронзовым наградам чемпионата СССР 1953.
Как футбольный тренер привёл «Торпедо» к чемпионству РСФСР (1953).
Участник Великой Отечественной войны. Награжден орденами Отечественной войны I степени (6 апреля 1985), Красной Звезды (1 августа 1944, 14 апреля 1945), медалью «За отвагу» (16 февраля 1944), медалью «За взятие Берлина» (9 июня 1945). Служил разведчиком 374-й отдельной разведывательной роты 290-й стрелковой дивизии. Дважды ранен (24 января 1942 и 25 ноября 1943).
Скончался 19 мая 1989 года в возрасте 66 лет.